# Joachim Frank
Joachim Frank (ur. 12 września 1940 w Weidenau) – niemiecki biolog, laureat Nagrody Nobla w dziedzinie chemii w 2017 roku za opracowanie kriomikroskopii elektronowej wysokiej rozdzielczości do ustalania struktury biocząsteczek w roztworze (razem z Jacques’em Dubochetem i Richardem Hendersonem).
W latach 2003–2008 był starszym wykładowcą Katedry Biochemii i Biofizyki Molekularnej Columbia University, zaś od 2008 jest tam profesorem. Jest członkiem American Academy of Arts and Sciences oraz National Academy of Sciences (obu od 2006). Joachim Frank jest także laureatem między innymi Benjamin Franklin Medal w kategorii nauk przyrodniczych z 2014 r. oraz Wiley Prize z 2017 r.